# الانتخابات في تركيا

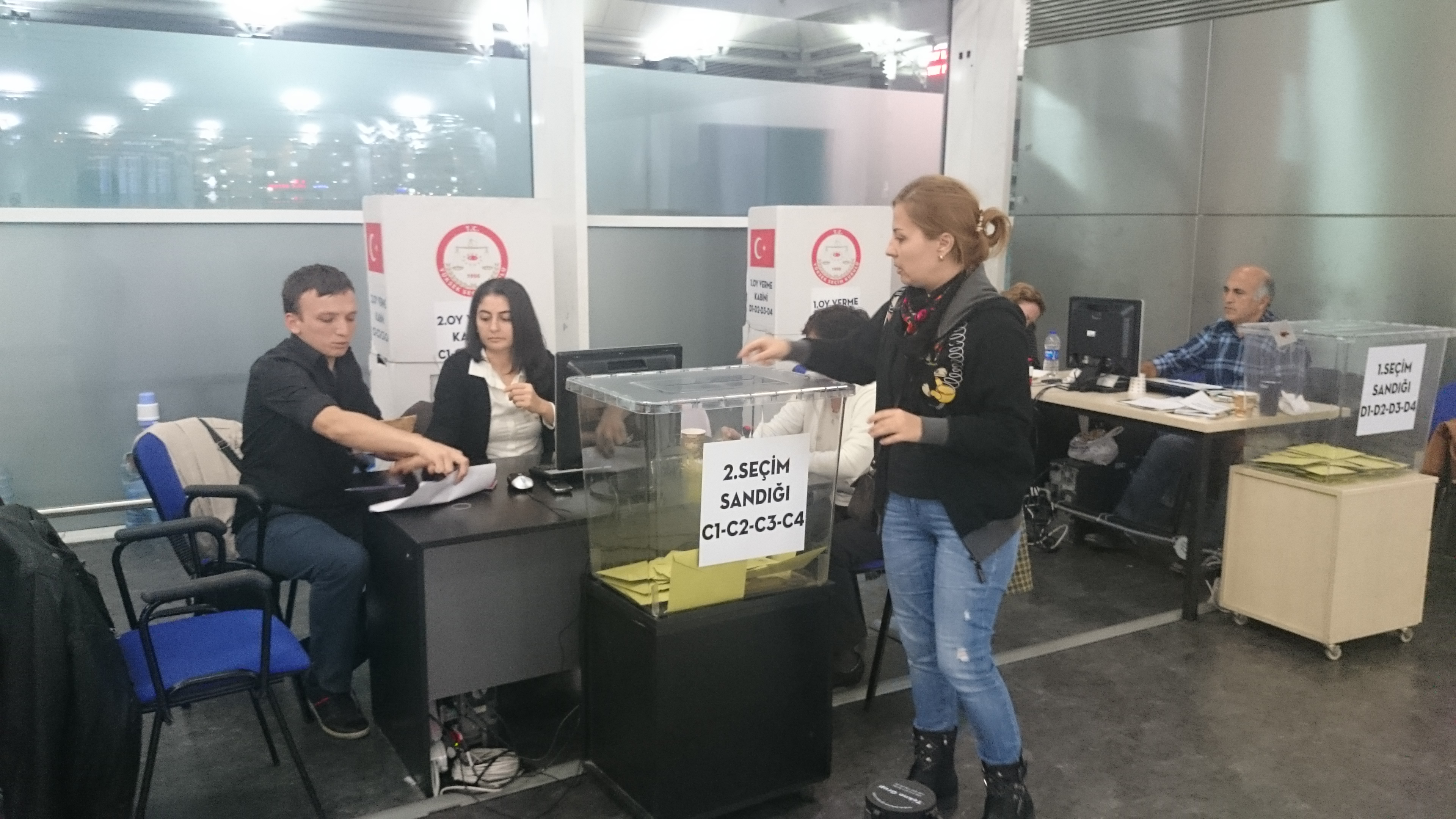
مشهد داخل مركز اقتراع خلال الانتخابات العامة التركية لعام 2015 : ناخب ومسؤولو الانتخابات وصندوق اقتراع.

تجرى الانتخابات في تركيا لست وظائف حكومية : الانتخابات الرئاسية (الوطنية)، الانتخابات البرلمانية (الوطنية)، رؤساء البلديات (محليين)، رؤساء بلديات المناطق (محليين)، أعضاء مجالس المقاطعات أو البلديات ( محليين) والمخاتير (محليين). وبصرف النظر عن الانتخابات ، يتم إجراء الاستفتاءات أيضًا في بعض الأحيان.
وتجرى الانتخابات البرلمانية كل خمس سنوات. يتألف البرلمان من 600 عضو، يتم انتخابهم لمدة خمس سنوات من خلال نظام قائم على التمثيل النسبي بقائمة مغلقة وفقًا لطريقة هوندت . وتخضع الأحزاب السياسية لعتبة انتخابية تبلغ 7%. ويمكن للأحزاب الصغيرة أن تتجنب العتبة الانتخابية من خلال تشكيل تحالف مع الأحزاب الأكبر، حيث يكفي أن يتجاوز إجمالي أصوات التحالف نسبة 7%. ولا يخضع المرشحون المستقلون للعتبة الانتخابية .
وتجرى الانتخابات الرئاسية كل خمس سنوات. ويُنتخب الرئيس لمدة خمس سنوات، ويحق له إعادة انتخابه مرة واحدة. وهناك استثناء عندما تنتهي الولاية الثانية للرئيس قبل الأوان بقرار من البرلمان . وفي هذه الحالة يمكن إعادة انتخاب الرئيس لولاية ثالثة.
ويشترط لطرح الاستفتاء على التعديلات الدستورية الحصول على الأغلبية العظمى (ثلاثة أخماس الأصوات) في البرلمان أولاً. وهذا النوع من الاستفتاءات ملزم.
تتمتع تركيا بنظام متعدد الأحزاب ، حيث يضم حزبين أو ثلاثة أحزاب قوية وغالباً ما يكون هناك حزب رابع ناجح انتخابياً. منذ عام 1950، هيمنت الأحزاب المحافظة على السياسة البرلمانية بشكل رئيسي. وحتى حزب العدالة والتنمية الحاكم يميل إلى تعريف نفسه بـ"تقاليد" الحزب الديمقراطي . وعلى الجانب الأيسر من الطيف، حققت أحزاب مثل حزب الشعب الجمهوري (CHP)، والحزب الشعبوي الديمقراطي الاجتماعي (SHP)، وحزب اليسار الديمقراطي (DSP) أكبر نجاح انتخابي.
وقد عزز الاستفتاء الدستوري لعام 2017 صلاحيات الرئيس، ومنذ عام 2018، تحول التركيز من الانتخابات البرلمانية إلى الانتخابات الرئاسية. 

### انتخابات رئاسية
| تاريخ          | انتخاب                               | ملحوظات                                               |
| -------------- | ------------------------------------ | ----------------------------------------------------- |
| 29 أكتوبر 1923 | الانتخابات الرئاسية التركية 1923     | تم انتخاب مصطفى كمال أتاتورك رئيسًا                    |
| 1 نوفمبر 1927  | الانتخابات الرئاسية التركية 1927     | إعادة انتخاب مصطفى كمال أتاتورك                       |
| 4 مايو 1931    | الانتخابات الرئاسية التركية 1931     | إعادة انتخاب مصطفى كمال أتاتورك                       |
| 1 مارس 1935    | الانتخابات الرئاسية التركية 1935     | إعادة انتخاب مصطفى كمال أتاتورك                       |
| 11 نوفمبر 1938 | الانتخابات الرئاسية التركية 1938     | عصمت إينونو خلف مصطفى كمال أتاتورك                    |
| 3 أبريل 1939   | الانتخابات الرئاسية التركية 1939     | إعادة انتخاب عصمت إينونو                              |
| 8 مارس 1943    | الانتخابات الرئاسية التركية 1943     | إعادة انتخاب عصمت إينونو                              |
| 5 يونيو 1946   | الانتخابات الرئاسية التركية 1946     | إعادة انتخاب عصمت إينونو                              |
| 22 مايو 1950   | الانتخابات الرئاسية التركية 1950     | خلف جلال بايار عصمت إينونو                            |
| 14 مايو 1954   | الانتخابات الرئاسية التركية 1954     | إعادة انتخاب جلال بايار                               |
| 1 نوفمبر 1957  | الانتخابات الرئاسية التركية 1957     | إعادة انتخاب جلال بايار                               |
| 26 أكتوبر 1961 | الانتخابات الرئاسية التركية 1961     | وبعد انقلاب عام 1961، تم انتخاب جمال جورسيل رئيسًا.    |
| 28 مارس 1966   | الانتخابات الرئاسية التركية 1966     | لقد خلفت جودت سوناي جمال جورسيل                       |
| 6 أبريل 1973   | الانتخابات الرئاسية التركية 1973     | فهري كوروتورك خلف جودت سوناي                          |
| 12 مارس 1980   | الانتخابات الرئاسية التركية 1980     | فشلت الأحزاب في انتخاب رئيس، وتلا ذلك انقلاب عام 1980 |
| 31 أكتوبر 1989 | الانتخابات الرئاسية التركية 1989     | تورغوت أوزال خلف كنان إيفرين                          |
| 16 مايو 1993   | الانتخابات الرئاسية التركية 1993     | سليمان دميرل خلفا لتورغوت أوزال                       |
| 5 مايو 2000    | الانتخابات الرئاسية التركية عام 2000 | أحمد نجدت سيزر خلفا لسليمان ديميريل                   |
| 28 أغسطس 2007  | الانتخابات الرئاسية التركية 2007     | عبد الله جول خلف أحمد نجدت سيزر                       |
| 10 أغسطس 2014  | الانتخابات الرئاسية التركية 2014     | رجب طيب أردوغان خلفاً لعبد الله غول                    |
| 24 يونيو 2018  | الانتخابات الرئاسية التركية 2018     | إعادة انتخاب رجب طيب أردوغان                          |
| 28 مايو 2023   | الانتخابات الرئاسية التركية 2023     | إعادة انتخاب رجب طيب أردوغان                          |

### انتخابات برلمانية
الأقسام التالية تعطي قائمة بالنتائج الرئيسية. 
في البداية، كان لتركيا هيئة تشريعية ذات مجلس واحد، وكانت الغرفة الرئيسية هي الجمعية الوطنية الكبرى لتركيا . استمر هذا حتى عام 1961، عندما استبدل الدستور الجديد لعام 1961 النظام السابق ذو الغرفة الواحدة (مجلس واحد) بنظام الغرفة الواحدة (مجلسين). تم تخفيض رتبة الجمعية الوطنية الكبرى إلى مجلس النواب بينما أصبح مجلس شيوخ الجمهورية الذي تم تأسيسه حديثًا هو مجلس الشيوخ. ومع ذلك، ألغى دستور عام 1982 مجلس الشيوخ، واعتمدت تركيا مرة أخرى نظام المجلس الواحد.
| تاريخ          | انتخاب                                  |
| -------------- | --------------------------------------- |
| 21 يوليو 1946  | الانتخابات العامة التركية 1946          |
| 14 مايو 1950   | الانتخابات العامة التركية 1950          |
| 2 مايو 1954    | الانتخابات العامة التركية 1954          |
| 27 أكتوبر 1957 | الانتخابات العامة التركية 1957          |
| 15 أكتوبر 1961 | الانتخابات العامة التركية 1961          |
| 10 أكتوبر 1965 | الانتخابات العامة التركية 1965          |
| 12 أكتوبر 1969 | الانتخابات العامة التركية 1969          |
| 14 أكتوبر 1973 | الانتخابات العامة التركية 1973          |
| 5 يونيو 1977   | الانتخابات العامة التركية 1977          |
| 6 نوفمبر 1983  | الانتخابات العامة التركية 1983          |
| 29 أكتوبر 1987 | الانتخابات العامة التركية 1987          |
| 20 أكتوبر 1991 | الانتخابات العامة التركية 1991          |
| 25 ديسمبر 1995 | الانتخابات العامة التركية 1995          |
| 18 أبريل 1999  | الانتخابات العامة التركية 1999          |
| 3 نوفمبر 2002  | الانتخابات العامة التركية 2002          |
| 22 يوليو 2007  | الانتخابات العامة التركية 2007          |
| 12 يونيو 2011  | الانتخابات العامة التركية 2011          |
| 7 يونيو 2015   | الانتخابات العامة التركية 2015 (يونيو)  |
| 1 نوفمبر 2015  | الانتخابات العامة التركية 2015 (نوفمبر) |
| 24 يونيو 2018  | الانتخابات العامة التركية 2018          |
| 14 مايو 2023   | الانتخابات العامة التركية 2023          |

### انتخابات مجلس الشيوخ 1961-1980
| تاريخ          | انتخاب                           |
| -------------- | -------------------------------- |
| 15 أكتوبر 1961 | انتخابات مجلس الشيوخ التركي 1961 |
| 7 يونيو 1964   | انتخابات مجلس الشيوخ التركي 1964 |
| 5 يونيو 1966   | انتخابات مجلس الشيوخ التركي 1966 |
| 2 يونيو 1968   | انتخابات مجلس الشيوخ التركي 1968 |
| 14 أكتوبر 1973 | انتخابات مجلس الشيوخ التركي 1973 |
| 12 أكتوبر 1975 | انتخابات مجلس الشيوخ التركي 1975 |
| 7 يونيو 1977   | انتخابات مجلس الشيوخ التركي 1977 |
| 14 أكتوبر 1979 | انتخابات مجلس الشيوخ التركي 1979 |

### الانتخابات المحلية
يحدد النظام الإداري التركي ثلاثة أنواع مختلفة من الدوائر للانتخابات المحلية: القرى والمدن والبلديات الكبرى . الفرق بين المدن والمدن الكبرى مستمد من حجم السكان . يتم تصنيف المدن التي يزيد عدد سكانها عن 750.000 نسمة على أنها مدن حضرية بينما يُطلق على الباقي ببساطة اسم المدن. هناك 31 مدينة حضرية و50 مدينة في جميع أنحاء تركيا، وسيكون للناخبين في كل منهما أربعة أصوات. يتمتع المواطنون بفرصة التصويت للمكاتب التالية، اعتمادًا على نوع المنطقة التي يقيمون فيها 

### الانتخابات الفرعية
إذا أصبح عدد كبير جدًا من المقاعد شاغرًا في البرلمان أو إذا لم يتم إجراء الانتخابات في منطقة ما بشكل صحيح، فيجب إجراء انتخابات فرعية.
- الانتخابات الفرعية البرلمانية التركية 1936
- الانتخابات الفرعية البرلمانية التركية 1945
- الانتخابات الفرعية البرلمانية التركية 1947
- الانتخابات الفرعية البرلمانية التركية 1948
- الانتخابات الفرعية البرلمانية التركية 1949
- الانتخابات الفرعية البرلمانية التركية 1951
- الانتخابات الفرعية البرلمانية التركية 1966
- الانتخابات الفرعية البرلمانية التركية 1968
- الانتخابات الفرعية البرلمانية التركية 1975
- الانتخابات الفرعية البرلمانية التركية 1979
- الانتخابات الفرعية البرلمانية التركية 1986
- الانتخابات الفرعية البرلمانية التركية 2003

### الاستفتاءات
| تاريخ          | استفتاء                               |
| -------------- | ------------------------------------- |
| 9 يوليو 1961   | الاستفتاء على الدستور التركي عام 1961 |
| 7 نوفمبر 1982  | الانتخابات الرئاسية التركية 1982      |
| 6 سبتمبر 1987  | الاستفتاء على الدستور التركي عام 1987 |
| 25 سبتمبر 1988 | الاستفتاء على الدستور التركي عام 1988 |
| 21 أكتوبر 2007 | الاستفتاء على الدستور التركي 2007     |
| 12 سبتمبر 2010 | الاستفتاء الدستوري التركي 2010        |
| 16 أبريل 2017  | الاستفتاء على الدستور التركي 2017     |

## إقبال الناخبين
بلغت نسبة إقبال الناخبين في متوسط 18 انتخابات برلمانية 81.4%؛ نسبة الانتخابات المحلية 78.7% والاستفتاءات 83.1%. تتمتع تركيا نسبياً بمعدل إقبال مرتفع على التصويت مقارنة بالديمقراطيات الحديثة. كما أن معدل المشاركة في تركيا أعلى أيضًا من معدلات المشاركة في البلدان التي يتم فيها تطبيق التصويت الإلزامي بشكل فضفاض. باستثناء الفترة 1960-1970، فإن معدل إقبال الناخبين في تركيا أعلى من المتوسط العالمي منذ عام 1950 حتى الوقت الحاضر في تركيا. 
| 1950  | 1954  | 1957  | 1961  | 1965  | 1969  | 1973  | 1977  | 1983  | 1987  | 1991  | 1995  | 1999  | 2002  | 2007  | 2011  | 2015  | 2018  | 2023  |
| ----- | ----- | ----- | ----- | ----- | ----- | ----- | ----- | ----- | ----- | ----- | ----- | ----- | ----- | ----- | ----- | ----- | ----- | ----- |
| 89.3% | 88.6% | 76.6% | 81.4% | 71.3% | 64.3% | 66.8% | 72.4% | 92.3% | 93.3% | 83.9% | 85.2% | 87.1% | 79.1% | 84.2% | 83.2% | 85.2% | 86.2% | 87.1% |

## أنظر أيضا
- الدورة الانتخابية في تركيا
- قائمة خزائن تركيا
- فترة التعددية الحزبية في الجمهورية التركية
- الشروط البرلمانية في تركيا
- حكومة تركيا
- التقويم الانتخابي
- النظام الانتخابي